# 푸른 눈의 목격자
《푸른 눈의 목격자》는 2018년 10월 25일, 문학수첩에서 시인수첩 시인선 17번째 시리즈로 발간한 시인 오성인의 시집이다.
2013년 계간 《시인수첩》 시 부문 신인상 당선작인 〈못다 끓인 라면〉 외 52편의 시들이 수록되어 있다. 2018년 대산창작기금 시부문 수혜작이다.
표제인 ‘푸른 눈의 목격자’는 1980년 5·18 광주민주화운동 당시 광주의 참혹한 상황을 직접 카메라로 찍어서 몰래 그 필름을 독일로 가져와 전 세계에 광주의 상황을 알린 독일인 기자 위르겐 힌츠페터( Jürgen Hinzpeter, 1937~2016)를 지칭하며, 관련 작품은 시집의 4부(90쪽)에 실려 있다.